# Edward Weisenburger
Edward Joseph Weisenburger (ur. 23 grudnia 1960 w Alton, Illinois) – amerykański duchowny katolicki, w latach 2017–2025 biskup Tucson w metropolii Santa Fe, arcybiskup metropolita Detroit od 2025.

## Życiorys
Ukończył Conception Seminary College w Conception, Uniwersytet w Lowanium w Belgii, a także Uniwersytet św. Pawła w Ottawie. 19 grudnia 1987 otrzymał święcenia kapłańskie i został kapłanem archidiecezji Oklahoma City. Szafarzem święceń był abp Charles Salatka. Wicekanclerz i oficjał w trybunale archidiecezjalnym w latach 1992-1996. Od 1996 wikariusz generalny. W roku 2002 został ponadto rektorem miejscowej katedry. Prałat honorowy Jego Świątobliwości od 2009.
6 lutego 2012 mianowany ordynariuszem diecezji Salina w Kansas. Biskupstwo objął po swym dotychczasowym zwierzchniku abp. Paulu S. Coakley'u, który wcześniej był tam ordynariuszem. Sakry udzielił mu metropolita Joseph Naumann.
3 października 2017 papież Franciszek mianował go biskupem ordynariuszem Tucson. Ingres odbył 29 listopada 2017.
11 lutego 2025 został mianowany arcybiskupem metropolitą Detroit. Ingres odbył 18 marca 2025. Paliusz otrzymał z rąk papieża Leona XIV w dniu 29 czerwca 2025.